# Louis Thauron
Louis Thauron (ur. 5 sierpnia 1995 w Paryżu) – francuski łyżwiarz figurowy, startujący w parach tanecznych z Adeliną Galyavievą. Uczestnik mistrzostw Europy, brązowy medalista zimowej uniwersjady (2019) oraz mistrz Francji (2021). Zakończył karierę sportową wraz z partnerką z powodu swojej przewlekłej kontuzji w listopadzie 2021 roku.

## Osiągnięcia

### Z Adeliną Galyavievą
| Zawody                      | 18–19          | 19–20          | 20–21          |                |                |                |                |                |                |                |                |                |                |                |                |                |                |
| Międzynarodowe              | Międzynarodowe | Międzynarodowe | Międzynarodowe | Międzynarodowe | Międzynarodowe | Międzynarodowe | Międzynarodowe | Międzynarodowe | Międzynarodowe | Międzynarodowe | Międzynarodowe | Międzynarodowe | Międzynarodowe | Międzynarodowe | Międzynarodowe | Międzynarodowe | Międzynarodowe |
| --------------------------- | -------------- | -------------- | -------------- | -------------- | -------------- | -------------- | -------------- | -------------- | -------------- | -------------- | -------------- | -------------- | -------------- | -------------- | -------------- | -------------- | -------------- |
| Mistrzostwa świata          |                |                | 16             |                |                |                |                |                |                |                |                |                |                |                |                |                |                |
| Mistrzostwa Europy          | 12             | 12             |                |                |                |                |                |                |                |                |                |                |                |                |                |                |                |
| GP Rostelecom Cup           |                | 8              |                |                |                |                |                |                |                |                |                |                |                |                |                |                |                |
| GP Internationaux de France | 10             |                |                |                |                |                |                |                |                |                |                |                |                |                |                |                |                |
| CS Lombardia Trophy         |                | 9              |                |                |                |                |                |                |                |                |                |                |                |                |                |                |                |
| CS Memoriał Ondreja Nepeli  | 8              |                |                |                |                |                |                |                |                |                |                |                |                |                |                |                |                |
| CS Golden Spin Zagrzeb      |                | WD             |                |                |                |                |                |                |                |                |                |                |                |                |                |                |                |
| Bosphorus Cup               | 3              |                |                |                |                |                |                |                |                |                |                |                |                |                |                |                |                |
| Volvo Open Cup              | 4              |                |                |                |                |                |                |                |                |                |                |                |                |                |                |                |                |
| Zimowa uniwersjada          | 3              |                |                |                |                |                |                |                |                |                |                |                |                |                |                |                |                |
| Memoriał Dienisa Tiena      |                | 2              |                |                |                |                |                |                |                |                |                |                |                |                |                |                |                |
| Egna Trophy                 |                | 3              |                |                |                |                |                |                |                |                |                |                |                |                |                |                |                |
| Mezzaluna Cup               |                | 2              |                |                |                |                |                |                |                |                |                |                |                |                |                |                |                |
| Krajowe                     |                |                |                |                |                |                |                |                |                |                |                |                |                |                |                |                |                |
| Mistrzostwa Francji         | 3              | 2              | 1              |                |                |                |                |                |                |                |                |                |                |                |                |                |                |
| Master's de Patinage        | 2              |                |                |                |                |                |                |                |                |                |                |                |                |                |                |                |                |
| Zawody drużynowe            |                |                |                |                |                |                |                |                |                |                |                |                |                |                |                |                |                |
| World Team Trophy           |                |                | 5 T 4 P        |                |                |                |                |                |                |                |                |                |                |                |                |                |                |

### Z Angélique Abachkiną

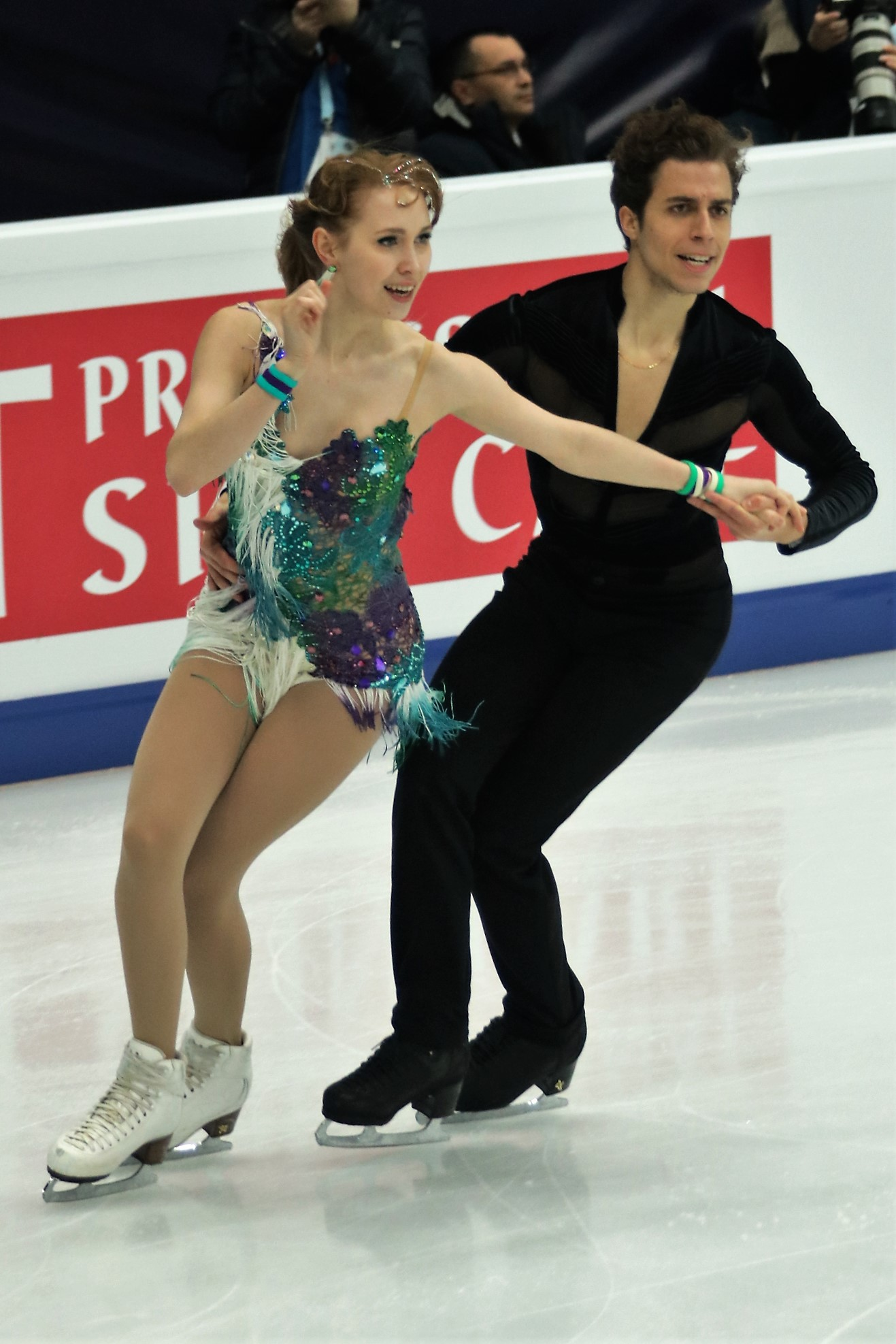
Abachkina i Thauron na mistrzostwach Europy 2018 – taniec krótki

| Zawody                                | 12–13          | 13–14          | 14–15          | 15–16          | 16–17          | 17–18          |                |                |                |                |                |                |                |                |                |                |                |
| Międzynarodowe                        | Międzynarodowe | Międzynarodowe | Międzynarodowe | Międzynarodowe | Międzynarodowe | Międzynarodowe | Międzynarodowe | Międzynarodowe | Międzynarodowe | Międzynarodowe | Międzynarodowe | Międzynarodowe | Międzynarodowe | Międzynarodowe | Międzynarodowe | Międzynarodowe | Międzynarodowe |
| ------------------------------------- | -------------- | -------------- | -------------- | -------------- | -------------- | -------------- | -------------- | -------------- | -------------- | -------------- | -------------- | -------------- | -------------- | -------------- | -------------- | -------------- | -------------- |
| Mistrzostwa Europy                    |                |                |                |                |                | 16             |                |                |                |                |                |                |                |                |                |                |                |
| GP Cup of China                       |                |                |                |                |                | 8              |                |                |                |                |                |                |                |                |                |                |                |
| GP Internationaux de France           |                |                |                |                |                | 6              |                |                |                |                |                |                |                |                |                |                |                |
| CS Memoriał Ondreja Nepeli            |                |                |                |                |                | 5              |                |                |                |                |                |                |                |                |                |                |                |
| International Cup of Nice             |                |                |                |                |                | 4              |                |                |                |                |                |                |                |                |                |                |                |
| Międzynarodowe: Kategorie młodzieżowe |                |                |                |                |                |                |                |                |                |                |                |                |                |                |                |                |                |
| Mistrzostwa świata juniorów           |                | 18             | 8              | 7              | 8              |                |                |                |                |                |                |                |                |                |                |                |                |
| JGP Finał                             |                |                |                |                | 5              |                |                |                |                |                |                |                |                |                |                |                |                |
| JGP w Chorwacji                       |                |                | 7              | 4              |                |                |                |                |                |                |                |                |                |                |                |                |                |
| JGP w Estonii                         |                | 8              |                |                |                |                |                |                |                |                |                |                |                |                |                |                |                |
| JGP we Francji                        |                |                |                |                | 1              |                |                |                |                |                |                |                |                |                |                |                |                |
| JGP w Japonii                         |                |                |                |                | 3              |                |                |                |                |                |                |                |                |                |                |                |                |
| JGP na Łotwie                         |                |                |                | 2              |                |                |                |                |                |                |                |                |                |                |                |                |                |
| JGP w Polsce                          |                | 10             |                |                |                |                |                |                |                |                |                |                |                |                |                |                |                |
| JGP w Słowenii                        |                |                | 7              |                |                |                |                |                |                |                |                |                |                |                |                |                |                |
| Santa Claus Cup                       |                | 1 J            |                |                |                |                |                |                |                |                |                |                |                |                |                |                |                |
| Krajowe                               |                |                |                |                |                |                |                |                |                |                |                |                |                |                |                |                |                |
| Mistrzostwa Francji                   | 9 J            | 2 J            |                |                |                | 3              |                |                |                |                |                |                |                |                |                |                |                |
| Master's de Patinage                  |                | 2 J            |                |                |                | 3              |                |                |                |                |                |                |                |                |                |                |                |

### Z Lindsay Pousset
| JGP w Austrii                |     | 10  |
| JGP we Włoszech              |     | 11  |
| International Trophy of Lyon | 1 N | 8 J |
| NRW Trophy                   | 1 N | 7 J |

## Programy
Adelina Galyavieva / Louis Thauron
| Sezon   | Taniec rytmiczny (RD) | Taniec dowolny (FD)                                                            |
| ------- | --- | ------------------------------------------------------------------------------ |
| 2020–21 | - Mamma Mia! medley: - Swing: Dancing Queen – Meryl Streep, Julie Walters, Christine Baranski oryg. ABBA - Fokstrot: I Have a Dream – Amanda Seyfried, oryg. ABBA - Swing: Dancing Queen – Meryl Streep, Julie Walters, Christine Baranski oryg. ABBA choreografia: Mahil Chantelauze | - Le Parfum medley – Tom Tykwer, Johnny Klimek choreografia: Mahil Chantelauze |
| 2019–20 | - Daddy Cool – Boney M. - I Want You Back – The Jackson 5 - Gotta Go Home – Boney M. choreografia: Anżelika Kryłowa, Mahil Chantelauze | - Carmen – Georges Bizet choreografia: Anżelika Kryłowa, Mahil Chantelauze     |
| 2018–19 | - Flamenco: Flamenco – Antonio Gades, Cristina Hoyos - Tango: Tango Flamenco – Armik choreografia: Anżelika Kryłowa | - Amelia – Yann Tiersen choreografia: Anżelika Kryłowa                         |